# Keňa na Letních olympijských hrách 1964
Keňu na Letních olympijských hrách 1964 v japonském Tokiu reprezentovalo 37 mužů, žádná žena.

## Medailové pozice
| Medaile | Jméno           | Sport    | Disciplína        |
| ------- | --------------- | -------- | ----------------- |
| Bronz   | Wilson Kiprugut | Atletika | Muži běh na 800 m |